# Amable Ravoisié

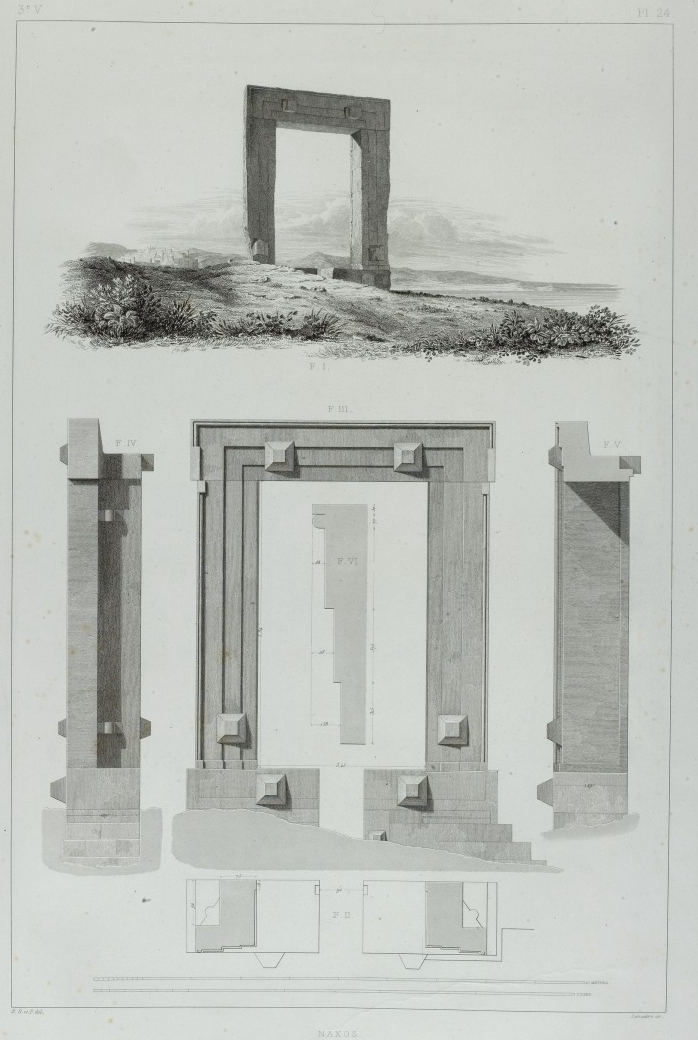
Naxos, relevé d'Amable Ravoisié (1829)

Bonaventure-Amable Ravoisié, né le 9 août 1801 à Paris où il est mort le 1er février 1867, est un architecte et archéologue français, qui fut le premier à avoir procédé à des relevés de monuments en Afrique.

## Biographie
Il est le fils de Claude Bonaventure Ravoisié, rentier, et Marie Geneviève Henriette Henry. 

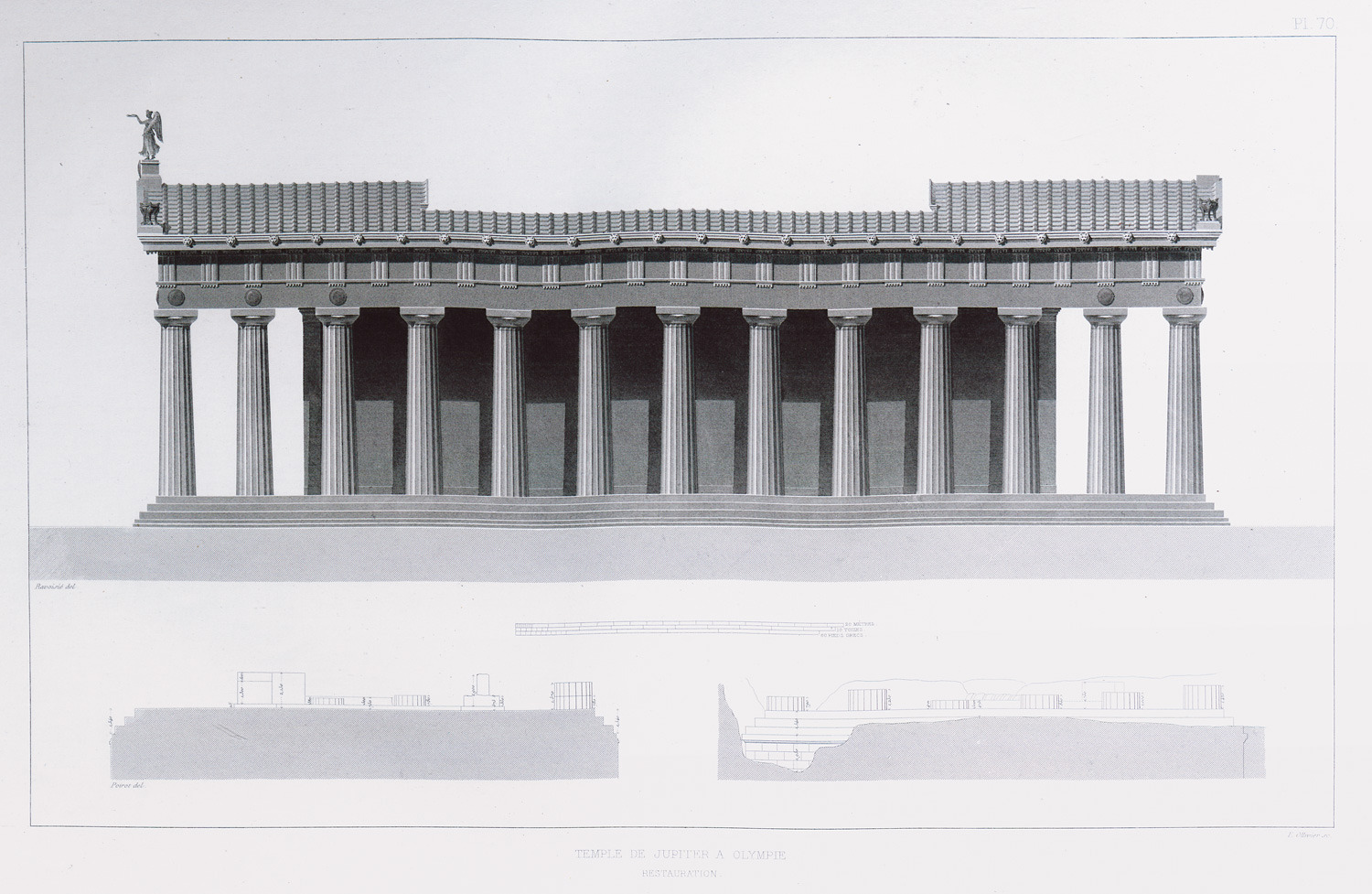
Reconstitution et plan du temple de Zeus découvert à Olympie (par Guillaume-Abel Blouet et Amable Ravoisié, 1831).

Ancien élève de l'École des beaux-arts (1823), il est attaché en 1829 à l'expédition scientifique de Morée, dans la section architecture et de sculpture dirigée par Guillaume Abel Blouet, qu'il assiste dans la tâche d'élaboration des dessins et des relevés des monuments antiques de la Grèce. Il participe ainsi aux premières fouilles archéologiques jamais réalisées sur site d'Olympie et notamment à la découverte du temple de Zeus Olympien.
Nommé chevalier de la Légion d'honneur en 1838 au titre de cette mission, cette précieuse expérience antérieure lui vaut d'être désigné en 1839 en qualité de membre de la Commission pour l'exploration scientifique de l'Algérie. Ravoisié en préside la section beaux-arts, architecture et sculpture mais, en raison de la proximité de leurs taches, s'oppose rapidement à Adolphe Delamare, responsable de la section archéologie. Il reste en Algérie jusqu'en mars 1842 comme rapporteur de la Commission des bâtiments civils, où il accomplit de nombreuses missions et parcourt d'est en ouest le pays en suivant l'armée. Il visite ainsi les provinces de Constantine, d'Alger et d'Oran, relevant en priorité les monuments menacés par les troupes d'occupation, établissant dessins et plans.
Après son retour en métropole, il exerce la profession d'architecte civil à Paris jusqu'à sa mort le 1er février 1867, en son domicile dans le 6e arrondissement de Paris. Il est inhumé au cimetière du Montparnasse (6e division).

## Travaux
- Expedition scientifique de Morée: ordonnée par le Gouvernement Français ; Architecture, Sculptures, Inscriptions et Vues du Péloponèse, des Cyclades et de l'Attique (en 3 tomes: 1831, 1833, 1838) avec A. Blouet, A. Poirot, E. Trézel et F. de Gournay, Firmin Didot, Paris.
- Monuments antiques et modernes de l'Algérie, 1840
- Exploration scientifique de l'Algérie pendant les années 1840, 1841, 1842 -Beaux-arts, architectures et sculptures, 1846-1851